# برد کارپ
برد کارپ (انگلیسی: Brad Karp؛ زادهٔ ۱ ژانویهٔ ۱۹۵۳) دانشمند رایانه آمریکایی که در شبکه‌های رایانه تخصص دارد.